# Epipedobates narinensis
Epipedobates narinensis es una especie de anfibio anuro de la familia Dendrobatidae.

## Distribución geográfica
Esta especie es endémica del departamento de Nariño en Colombia. Habita en Barbacoas a 600 m de altitud.
Esta especie vive principalmente en bosques húmedos tropicales de tierras bajas. También se puede encontrar en lugares abiertos, como las plantaciones de aceite de palma.

## Descripción
Los machos miden de 15.3 a 16.9 mm. Su espalda es de color verde oscuro y sus flancos negros. Su lado ventral es verde claro teñido de negro.

## Etimología
El nombre de su especie, compuesto de narin[o] y el sufijo latín -ensis, significa "que vive, que habita", y le fue dado en referencia al lugar de su descubrimiento.

## Publicación original
- Mueses-Cisneros, Cepeda-Quilindo & Moreno-Quintero, 2008 : Una nueva especies de Epipedobates (Anura: Dendrobatidae) del suroccidente de Colombia. Papéis Avulsos de Zoologia, vol. 48, n.º 1, p. 1-10[5]